# Great American Tower
Der Great American Tower at Queen City Square, häufiger nur Great American Tower, ist ein 203 Meter (665 ft) hoher, 41 Stockwerke zählender Wolkenkratzer in Cincinnati, Ohio. Baubeginn war im Juli 2008, die Eröffnung fand im Januar 2011 statt. Bauherr war die Western & Southern Financial Group. Die Baukosten beliefen sich auf rund 322 Mio. US-Dollar. Die Hälfte des Gebäudes dient als Hauptsitz der Great American Insurance Company. Es ist das höchste Gebäude in Cincinnati und das dritthöchste im Staat Ohio.

## Geschichte
Pläne für den Bau eines Wolkenkratzers gab es bei Western & Southern seit 20 Jahren, bis diese im Jahre 2002 konkret wurden. Ursprünglich sollte ein Turm gebaut werden, der bis zu 47.000 m² an Bürofläche bieten sollte. Als er 2011 eröffnet wurde, übertrumpfte der Great American Tower den Carew Tower als höchstes Gebäude in Cincinnati. Obwohl die absolute Höhe des Great American Towers über 25 Meter höher ist, liegt das Dach des Carew Towers über dem des zuerst genannten. Das Gebäude wurde unter anderem von der Port of Greater Cincinnati Development Authority begutachtet, darunter auch ob es den Richtlinien des Cincinnati 2000 Plans, einem Plan für die baulichen Entwicklungen in Downtown Cincinnati, entsprach. Am 12. Juni 2008 kam die endgültige Zustimmung.
Neben der Great American Financial Company gehören zu den Mietern auch die Bank KeyBank, Anwaltskanzleien wie Frost Brown Todd sowie das für die Errichtung des Gebäudes zuständige Finanzierungsunternehmen Western & Southern Financial Group. Seit dem 8. Dezember 2012 ist das Gebäude zu 90 Prozent ausgelastet.

## Architektur
Der hauptverantwortliche Architekt, Gyo Obata, hatte für das Dach des Gebäudes eine spezielle Struktur vorgesehen, die auf Diana, Princess of Wales Bezug nahm. Beim Durchblättern mehrerer Bücher stieß er auf ein Bild, auf dem sie ein Diadem trug, welches ihn zu der Spitze inspirierte. Diese Tatsache passte auch zu dem Beinamen der Stadt Queen City. Die Baustoffe für den Turm waren Aluminium und Glas. Der Eingangsbereich wurde von FRCH Design Worldwide designt. Auch Sue Ann Painter, Autorin von Architecture in Cincinnati, kommentierte das Gebäude positiv und hob die Spitze hervor, die ein Abbild des Chrysler Building sei. Negative Kritik gab es unter anderem von Jay Chatterjee, ehemaliger Vorstand des University of Cincinnati College of Design, Architecture, Art, and Planning, der behauptete, das Design berufe sich auf den üblichen Baustil der Vereinigten Staaten in den 1980er Jahren und sei daher keine Neuerung in Sachen Architektur.